# Lajos Rácz (Ringer)
Lajos Rácz (* 1. Juli 1952 in Székesfehérvár) ist ein ehemaliger ungarischer Ringer. Er war Weltmeister 1979 und olympischer Silbermedaillengewinner 1980 im griechisch-römischen Stil im Fliegengewicht.

## Werdegang
Lajos Rácz betätigte sich als Jugendlicher zunächst mit dem Turnen, ehe er 1966 zum Ringen wechselte. Wie sich bald herausstellen sollte, war dies eine richtige Entscheidung, denn für den jungen Mann war dies die richtige Sportart. Beim Sportclub „Honvéd Szondi SE“ wurde er von Trainer Lajos Nagy in die ungarische Spitzenklasse der Ringer im griechisch-römischen Stil geführt. Den Sprung in die Weltelite schaffte er dann mit Hilfe des ungarischen Nationaltrainers Csaba Hegedűs.
Auf der internationalen Ringermatte machte er erstmals bei der Junioren-Europameisterschaft 1970 im schwedischen Huskvarna mit einem zweiten Platz im Fliegengewicht auf sich aufmerksam. 1972 gab er dann bei der Europameisterschaft in Kattowitz sein Debüt bei den Senioren. Er gewann dabei zwei Kämpfe und kam im Fliegengewicht auf den 6. Platz.
In den beiden nächsten Jahren dominierte in Ungarn im Fliegengewicht József Doncsecz. Dieser wechselte jedoch dann in das Bantamgewicht, so dass ab Herbst 1974 Lajos der unbestritten beste ungarische Ringer im Fliegengewicht war. Bei den Weltmeisterschaften 1974 in Kattowitz und 1975 in Minsk, den Olympischen Spielen 1976 in Montreal und der Europameisterschaft 1976 in Leningrad belegte Lajos immer sehr gute vierte oder fünfte Plätze, kam jedoch, wenn es zum Kampf um die Medaillen kam, an den damaligen absoluten Spitzenringern wie Petar Kirow aus Bulgarien, Nicu Gângă aus Rumänien oder Witali Konstantinow aus der Sowjetunion noch nicht vorbei.
Der Durchbruch gelang ihm dann bei der Europameisterschaft 1997 in Bursa, als er den sowjetischen Vertreter Kamil Fatkulin schulterte. Er verlor zwar noch einmal gegen Nicu Gângă nach Punkten, dieser wurde aber von Fatkulin geschlagen, so dass Rácz Europameister wurde. Kamil Fatkulin revanchierte sich allerdings bei der Weltmeisterschaft des gleichen Jahres in Göteborg an Lajos und wurde Weltmeister, während sich Rácz wiederum mit einem 4. Platz zufriedengeben musste.
Ähnlich verlief das Wettkampfgeschehen 1978. Bei der Europameisterschaft in Oslo verlor Rácz nur gegen den sowjetischen Sportler Wachtang Blagidse und wurde Vizeeuropameister. Bei der Weltmeisterschaft in Mexiko-Stadt unterlag er erneut Nicu Gângă und überraschenderweise auch dem Griechen Haralambos Holidis und kam auf den 5. Platz.
Es folgte dann das erfolgreichste Jahr in der Laufbahn von Lajos Rácz. 1979 wurde er zunächst dritter Sieger bei der Europameisterschaft in Bukarest, um dann in San Diego in überzeugendem Stil Weltmeister im Fliegengewicht zu werden. Hierbei bezwang er u. a. Nicu Gângă, Kamil Fatkulin und Rolf Krauß aus der BRD. 1980 gelang ihm dann in Moskau auch der Gewinn einer olympischen Medaille, der silbernen, wobei er im Entscheidungskampf seinem alten Rivalen Kamil Fatkulin nach Punkten unterlag.
Zwei weitere Medaillen bei der Welt- und der Europameisterschaft 1981 rundeten die Erfolge von Lajos ab und 1983 gelang ihm in Budapest noch einmal der Gewinn der Europameisterschaft mit Siegen über die neuen Stars Roman Kierpacz aus Polen, Mladen Mladenow aus Bulgarien und Constantin Alexandru aus Rumänien.

## Internationale Erfolge
(OS = Olympische Spiele, WM = Weltmeisterschaft, EM = Europameisterschaft, GR = griechisch-römischer Stil, Fl = Fliegengewicht, damals bis 52 kg Körpergewicht)
- 1970, 2. Platz, Junioren-Europameisterschaft in Huskvarna, Schweden, GR, Fl, hinter Marko Maturaga, Jugoslawien und vor Rafael Eizarow, UdSSR und Antonio Cruciata, Italien;
- 1972, 6. Platz, EM in Katowice, GR, Fl, mit Siegen über Erkki Huhtala, Finnland und Alex Bürger, Dänemark und Niederlagen gegen Paul Schneider, BRD und Witali Konstantinow, Sowjetunion;
- 1974, 4. Platz, WM in Kattowitz, GR, Fl, mit Siegen über Heinz Schmidt, DDR, Martin Svaty, Tschechoslowakei und Abdurahim Kuzu, Türkei und Niederlagen gegen Petar Kirow, Bulgarien und Nicu Gângă, Rumänien;
- 1975, 2. Platz, Turnier in Helsinki, GR, Fl, hinter Jan Michalik, Polen und vor Benni Ljungbeck, Schweden;
- 1975, 5. Platz, WM in Minsk, GR, Fl, mit Siegen über Heinz Schmidt, Constantin Alexandru, Rumänien, Koichiro Hirayama, Japan und Enrique Montellano, Mexiko und Niederlagen gegen Haralambos Holidis, Griechenland und Witali Konstantinow, UdSSR;
- 1976, 4. Platz, EM in Leningrad, GR, Fl, mit Siegen über Nicu Gângă und Ladislav Kokošvar, Tschechoslowakei, und Niederlagen gegen Haralambos Holidis und Petar Kirow;
- 1976, 5. Platz, OS in Montreal, GR, Fl, mit Siegen über Moradali Shirani, Iran, Haralambos Holidis, Bruce Thompson, USA und einer Niederlage gegen Koichiro Hirayama;
- 1977, 1. Platz, EM in Bursa, GR, Fl, mit Siegen über Stanotow Dontschew, Bulgarien, Herbert Nigsch, Österreich, Serhag Karadag, Türkei und Kamil Fatkulin, UdSSR und trotz einer Niederlage gegen Nicu Gângă;
- 1977, 4. Platz, WM in Göteborg, GR, Fl, mit Siegen über Agostino Di Mauro, Italien, Mike Fleming, USA, Mladen Mladenow, Bulgarien und Niederlagen gegen Moradali Shirani und Kamil Fatkulin;
- 1978, 2. Platz, EM in Oslo, GR, Fl, mit Siegen über Kien, Frankreich, Witold Maldachowski, Polen und Nicu Gângă und einer Niederlage gegen Wachtang Blagidse, UdSSR;
- 1978, 5. Platz, WM in Mexiko-Stadt, GR, Fl, mit Siegen über Bang Dae-Deo, Korea, Kauko Navala, Schweden und Rolf Krauß, BRD und Niederlagen gegen Haralambos Holidis und Nicu Gângă;
- 1979, 3. Platz, EM in Bukarest, GR, Fl, mit Siegen über Ionnidis Papadopoulos, Griechenland, Witold Maldachowski, Hans Diefenthal, BRD, Anton Jelinek, CSSR und Nico Ginga und einer Niederlage gegen Robert Mersisian, UdSSR;
- 1979, 1. Platz, WM in San Diego, GR, Fl, mit Siegen über Abdullah Chafi, Marokko, Taisto Halonen, Finnland, Rolf Krauß, Toshio Asakura, Japan, Nicu Gângă und Kamil Fatkulin;
- 1980, Silbermedaille, OS in Moskau, GR, Fl, mit Siegen über Hazim Abdulrhida, Irak, Stanislaw Wroblewski, Polen und Mladen Mladenow und einer Niederlage gegen Kamil Fatkulin. Im Kampf Racz gegen Ginga wurden beide Ringer disqualifiziert, was zum Ausscheiden von Ginga führte;
- 1981, 2. Platz, EM in Göteborg, GR, Fl, mit Siegen über Jürgen Kleer, BRD, Per Nielsen, Dänemark und Ljubomir Zekow, Bulgarien u. Niederlagen gegen Constantin Alexandru und Benur Paschajan, UdSSR;
- 1981, 3. Platz, WM in Oslo, GR, Fl, mit Siegen über Roman Kierpacz, Polen, Jon Rønningen, Norwegen und Taisto Halonen und einer Niederlage gegen Wachtang Blagidse;
- 1982, 4. Platz, EM in Warna, GR, Fl, hinter Benur Paschajan, Marian Stefan, Rumänien und Roman Kierpacz und vor Erol Kemah, Türkei und Taisto Halonen;
- 1982, 4. Platz, WM in Kattowitz, GR, Fl, hinter Benur Paschajan, Ljubomir Zekow und Bang Dae-Deo und vor Marian Stefan und Atsuji Miyahara, Japan;
- 1983, 1. Platz, EM in Budapest, GR, Fl, vor Sergei Djudajew, UdSSR, Roman Kierpacz, Mladen Mladenow, Constantin Alexandru und Erol Keman

## Ungarische Meisterschaften
Lajos Rácz gewann die ungarische Meisterschaft im Fliegengewicht, griechisch-römischer Stil, von 1974 bis 1984 elf Mal in Folge.